# 新邑站
新邑站（越南语：／*/?）是位於越南廣平省宣化縣的一个铁路车站，有南北铁路经过，計劃連接淎盎－姥夏鐵路。向北距离河内站409公里，向南距离顺化站279公里、距离西贡站1,317公里。